# Obra (Schiff)
Die Obra war ein im Zweiten Weltkrieg von der deutschen Wehrmacht erbeutetes und dann von der Luftwaffe als Hilfs-Flugsicherungsschiff, Tender und Ausbildungsschiff genutztes ehemaliges dänisches bzw. norwegisches Dampfpassagierschiff.

## Geschichte

### Fährdienst 1888–1940
Das Schiff lief 1888 mit der Baunummer 146 auf der Werft Burmeister & Wain in Kopenhagen für die dänische Reederei DFDS mit dem Namen Sønderjylland vom Stapel. Es war 50,61 m lang und 7,24 m breit und mit 551 BRT vermessen. Seine Dampfmaschine mit dreifacher Dampfdehnung erzeugte 530 PS und ermöglichte eine Höchstgeschwindigkeit von 11,5 Knoten. Mit seinem Bunkervorrat von 95 Tonnen Kohle konnte das Schiff bis zu 2050 Seemeilen zurücklegen. Das Schiff konnte bis zu 230 Passagiere befördern. Von 1888 bis 1903 bediente es hauptsächlich die Route Kopenhagen – Fredericia – Middelfart – Kolding. Am 19. März 1903 wurde es an die norwegische Fährschiffreederei Christianssands Dampskibsselskab verkauft und in Jylland umbenannt. Das Schiff versah nun Fährdienst von Kristiansand nach Frederikshavn, später nach Hirtshals Havn in Nordjütland.

### Kriegsdienst 1940–1944
Im Zweiten Weltkrieg wurde das Schiff bei der deutschen Besetzung Dänemarks am 23. April 1940 in Hirtshals erbeutet und nach entsprechender Umrüstung am 11. Juni 1940 von der Luftwaffe übernommen und am 12. Juni als Hilfs-Flugsicherungsschiff Obra in Dienst gestellt. 1941 wurde es als Tender dem Seefliegerhorst Parow zugewiesen, wo es in der Folge als Ausbildungsschiff bei der Großen Kampffliegerschule (See) und in der Such- und Begleitstaffel diente.

### Untergang
Am Morgen des 22. April 1944 lief die Obra südöstlich der Greifswalder Oie auf eine Mine. Nach einer daraufhin erfolgten Kesselexplosion sank das Schiff bei 54° 12′ N, 14° 6′ O. Neun Besatzungsmitglieder fanden dabei den Tod.